# San Costanzo
San Costanzo – miejscowość i gmina we Włoszech, w regionie Marche, w prowincji Pesaro i Urbino.
Według danych na rok 2004 gminę zamieszkiwały 4092 osoby, 102,3 os./km².